# 12-Stunden-Rennen von Sebring 1952

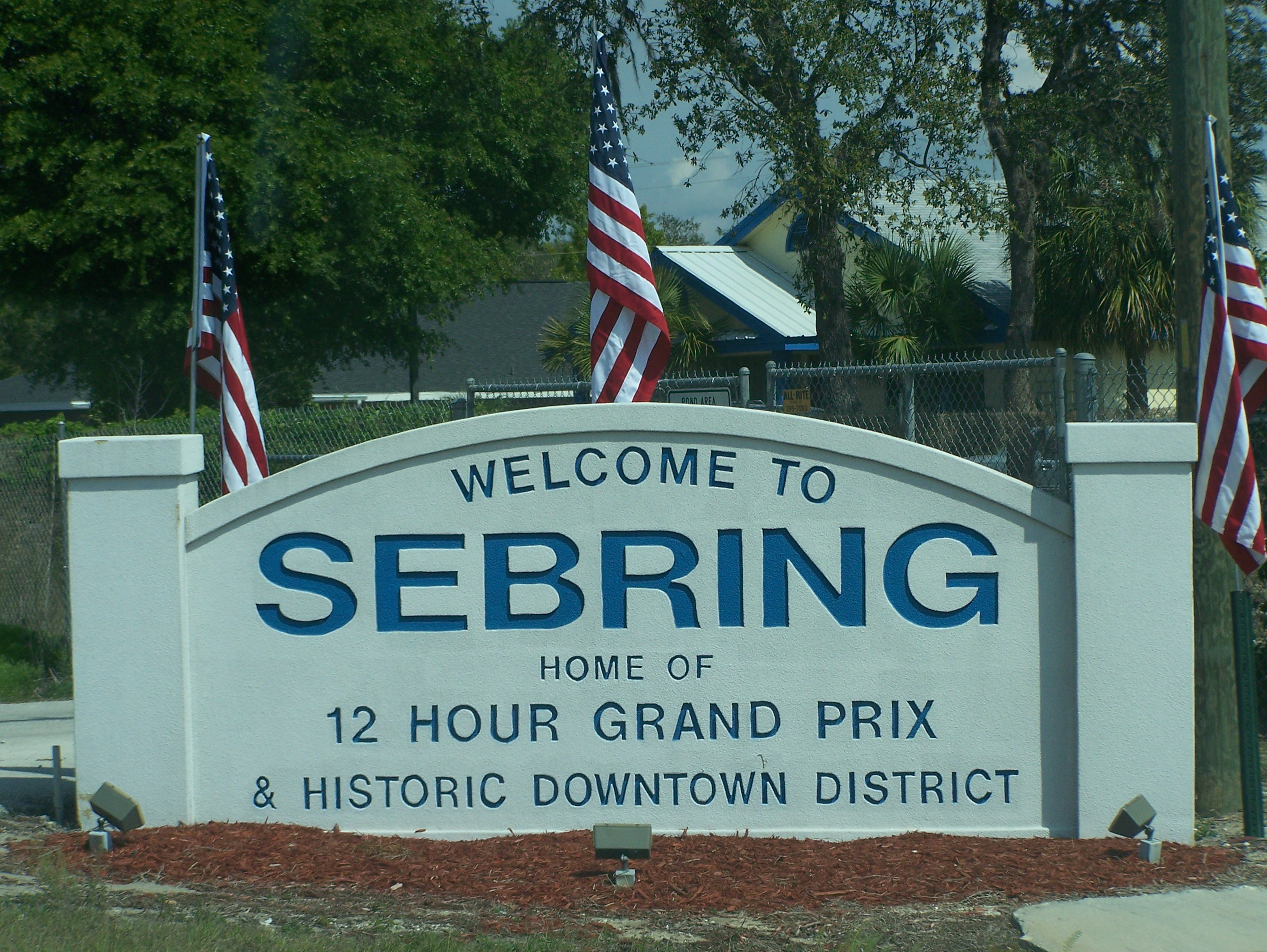
Einfahrt zum Sebring International Raceway

Das erste  12-Stunden-Rennen von Sebring, auch The Sebring International Grand Prix of Endurance, Sebring, Florida, fand am 15. März 1952 auf dem Sebring International Raceway statt.

## Das Rennen
Nach dem Sam-Collier-Gedächtnisrennen, das am 31. Dezember 1950 in Sebring ausgefahren wurde, investierte der Organisator Alec Ulmann zwei Jahre, um ein weiteres internationales Sportwagenrennen auf der Flugplatzpiste zu veranstalten. Ulmann verhandelte lange mit dem SCCA – dem amerikanischen Sportwagenclub, unter dessen Patronanz auch das 500-Meilen-Rennen von Indianapolis stattfand – um einen internationalen Status zu erlangen. Als die Verträge unterschrieben waren, gewährte der SCCA aber ein zweites 12-Stunden-Rennen: Am Flugplatz von Vero Beach, nur 60 Meilen östlich von Sebring und nur eine Woche vor Ulmanns Rennen.
Der Kurs in Sebring wurde adaptiert und umfasste jetzt eine 8,3 Kilometer lange Strecke mit 17 Kurven. Ulmann hatte 75 Nennungen und erwartete am Renntag 30000 Zuschauer. Aber das Rennen in Vero Beach machte ihm fast einen Strich durch die Rechnung. Viele Teilnehmer, die dort am Start waren, konnten aus unterschiedlichen Gründen das Rennen in Sebring nicht bestreiten. Briggs Cunningham schaffte es nicht, seine neuen Sportwagen fristgerecht bis zum Rennen vorzubereiten und setzte nur einen alten Siata ein. Als Fahrer bestritt er das Rennen als Partner von William Spear auf dessen Ferrari. Jim Kimberly, der Sieger von Vero Beach, war ebenfalls nicht am Start, obwohl er gemeldet war. Ulman konnte schließlich 32 Fahrzeuge vorweisen. Darunter auch zwei Rennwagen aus Europa. René Bonnet kam mit zwei Deutsch-Bonnet nach Florida, um am Rennen teilzunehmen. Auch die Zuschauerzahl blieb mit knapp 7000 weit hinter den Erwartungen zurück.
Der Rennstart musste nach einem heftigen Gewitter um eine Stunde verlegt werden. Als sich die Startflagge um 13 Uhr 05 Ortszeit endlich senkte, ging Spear in seinem Ferrari sofort in Führung. Das Duo Cunningham/Spear dominierte die erste Rennhälfte, bis eine gebrochene Aufhängung ihren Ambitionen ein Ende setzte. So siegten Larry Kulok und Harry Grey auf einem Vorkriegs-Frazer Nash.

## Ergebnisse

### Schlussklassement
| 1               | E     | 9  | Stuart Donaldson     | Larry Kulok Harry Grey                   | Frazer Nash LM Replica      | 145 |
| 2               | C     | 23 | Charles Schott       | Charles Schott Morris Carroll            | Jaguar XK 120               | 139 |
| 3               | F     | 1  | Robert Fergus        | Dick Irish Robert Fergus                 | Siata 1400 GS               | 138 |
| 4               | E     | 57 |                      | Robert O’Brien Richard Cicurel           | Ferrari 166MM               | 137 |
| 5               | C     | 89 | Jack Pry Ltd.        | Chuck Wallace Dick Yates                 | Jaguar XK 120               | 137 |
| 6               | F     | 4  | John van Driel       | Dave Ash John van Driel                  | MG MK II Spezial            | 133 |
| 7               | H     | 25 | Deutsch-Bonnet       | Steve Lansing Wade Morehouse René Bonnet | Deutsch-Bonnet              | 130 |
| 8               | F     | 2  | Dick Thompson        | Dick Thompson Bill Kinchloe              | MG TD                       | 129 |
| 9               | D     | 7  | Gus Ehrman           | Gus Ehrman Bob Wilder                    | Morgan Plus 4               | 128 |
| 10              | F     | 52 | Randy Pearsall       | Walt Hansgen Randy Pearsall              | MG TD                       | 128 |
| 11              | F     | 10 | H.L. Brundage        | Herbert Brundage I. Brundage             | Volkswagen Spezial          | 128 |
| 12              | F     | 5  |                      | Frank O’Hare Frank Allen                 | MG TD                       | 125 |
| 13              | H     | 24 | Deutsch-Bonnet       | René Bonnet Hobart Cook                  | Deutsch-Bonnet              | 101 |
| 14              | H     | 40 |                      | George Schrafft David Vial               | Crosley                     | 94  |
| 15              | G     | 26 | John Guilford Motors | Roger Wing Stephen Spitler               | Morris Minor                | 75  |
| 16              | H     | 50 | George Sanderson     | George Sanderson                         | Crosley Hot Shot            | 72  |
| 17              | C     | 15 | Fred Dagaver         | Johnnie Rodgers Fred Dagaver             | Jaguar XK 120               | 64  |
| Ausgefallen     |       |    |                      |                                          |                             |     |
| 18              |       | 47 |                      | J. Greenwood Paul Ceresole               | Cisitalia Spyder            | 105 |
| 19              |       | 11 | Bob Grier            | Bob Grier Myke Collins                   | Allard J2                   | 73  |
| 20              |       | 39 | Otto Linton          | Otto Linton Thomas Scatchard             | Siata                       | 67  |
| 21              |       | 54 |                      | N. Patton Bruce Bailey                   | MG TD                       | 63  |
| 22              |       | 51 |                      | Beau Clarke Charles Hassan               | Bandini                     | 55  |
| 23              |       | 8  | William Spear        | Bill Spear Briggs Cunningham             | Ferrari 340 America         | 51  |
| 24              |       | 12 |                      | Paul Ramos Tony Cumming                  | MG TC                       | 45  |
| 25              |       | 45 |                      | Gary McDonald B. Kennedy                 | Jaguar XK 120               | 37  |
| 26              |       | 22 | Briggs Cunningham    | George Huntoon Phil Stiles               | Siata 300BC                 | 31  |
| 27              |       | 38 | Dave Hirsch          | Dave Hirsch Bob Gegen                    | Aston Martin DB2            | 29  |
| 28              |       | 28 |                      | James Simpson George Colby               | Ferrari 160MM               | 26  |
| 29              |       | 29 |                      | Jim Keeley J.Norcross                    | MG TC                       | 20  |
| 30              |       | 18 |                      | Joe Ferguson                             | Siata 1400GS                | 14  |
| 31              |       | 43 |                      | Freddy Clifford                          | MG TD                       | 4   |
| 32              |       | 54 |                      | Rex Easton                               | Mercury                     | 1   |
| Nicht gestartet |       |    |                      |                                          |                             |     |
| 33              | S 1.5 | 16 |                      | Joseph Ferguson Ernie Erickson           | Siata Daina 1400 berlinetta | 1   |

1 nicht gestartet

### Nur in der Meldeliste
Hier finden sich Teams, Fahrer und Fahrzeuge, die ursprünglich für das Rennen gemeldet waren, aber aus den unterschiedlichsten Gründen daran nicht teilnahmen.
| Pos. | Klasse | Nr. | Team              | Fahrer                          | Chassis                |
| ---- | ------ | --- | ----------------- | ------------------------------- | ---------------------- |
| 34   | G      | 14  |                   | Franck Bott Rees Makins         | Cisitalia Spyder       |
| 35   | B      | 17  |                   | Tom Cole Paul O’Shea            | Allard J2X             |
| 36   | B      | 21  | Briggs Cunningham | Phil Walters John Fitch         | Cunningham C4-R        |
| 37   | F      | 31  |                   | Fritz Koster Al Koster          | Porsche 356 1500 Super |
| 38   | D      | 55  | Jim Kimberly      | Jim Kimberly Marshall Lewis     | Ferrari 225S           |
| 39   | B      | 98  | Erwin Goldschmidt | Erwin Goldschmidt Bret Hannaway | Allard J2X             |

### Klassensieger
| Klasse   | Fahrer         | Fahrer          | Fahrer      | Fahrzeug       | Platzierung im Gesamtklassement |
| -------- | -------------- | --------------- | ----------- | -------------- | ------------------------------- |
| Klasse C | Charles Schott | Morris Carroll  |             | Jaguar XK 120  | Rang 2                          |
| Klasse D | Gus Ehrman     | Bob Wilder      |             | Morgan Plus 4  | Rang 9                          |
| Klasse E | Larry Kulok    | Harry Gray      |             | Frazer Nash LM | Gesamtsieg                      |
| Klasse F | Dick Irish     | Robert Fergus   |             | Siata 1400 GS  | Rang 3                          |
| Klasse G | Robert Wing    | Stephen Spliter |             | Morris Minor   | Rang 16                         |
| Klasse H | Steve Lansing  | Wade Morehouse  | René Bonnet | Deutsch-Bonnet | Rang 7                          |

### Renndaten
- Gemeldet: 39
- Gestartet: 33
- Gewertet: 17
- Rennklassen: 6
- Zuschauer: 7000
- Wetter am Renntag: Regen in der ersten Rennstunde, danach bewölkt und warm
- Streckenlänge: 8,369 km
- Fahrzeit des Siegerteams: 12:00:00,000 Stunden
- Gesamtrunden des Siegerteams: 145
- Gesamtdistanz des Siegerteams: 1213,445 km
- Siegerschnitt: 101,067 km/h
- Pole Position: unbekannt
- Schnellste Rennrunde: Bill Spear - Ferrari 340 America (#8)
- Rennserie: zählte zu keiner Rennserie